# 포뮬러 계획
포뮬러 계획(영어: Formula Project, 일본어: フォーミュラ計画)은 애니메이션 영화 《기동전사 건담 F91》의 이야기를 위해 설정된 가공의 계획이다. 사나리(S.N.R.I., Strategic Naval Research Institute, 해군전략 연구소)가 추진한 소형 모빌 슈트(MS) 개발 계획이다.

## 개요
우주세기 0102년에 사나리는 지구연방 정부에 모빌 슈트(MS) 소형화 계획을 제시한다. 이에 따라 지구연방군은 애너하임 일렉트로닉스사에 소형 모빌 슈트 개발을 요청해 최초의 소형 모빌 슈트로 "헤비건"을 완성시켰는데, 그 성능에 불만을 가진 사나리는 연방 의회의 승인을 거쳐 "포뮬러 계획"이라고 하는 소형 모빌 슈트 개발 계획을 추진하여 우주세기 0111년 9월에 건담 F90을 완성시킨다. 다음해인 0112년(0111년 10월이라고 하는 자료도 있다)에 개최된 지구연방군의 차기 주력기 공모에서 건담 F90은 애너하임 일렉트로닉스사가 개발한 시제기인 "MSA-120"에 압승하고, 향후 모빌 슈트 개발의 주도권은 사나리로 옮겨가게 된다. 개발에 있어서 사나리의 간부인 죠브 존이 종사하고 있다.
포뮬러 계획에 의해 개발된 기체군은 이전의 모빌 슈트(MS)와는 다른 규격이 되어 본격적인 제2기 모빌 슈트라고 불릴 수 있는 것이었다. 출력의 효율은 그대로 유지한 채 기체의 소형화에 성공했고, 군사비 절감에도 기여했다.

## 같이 보기
- 기동전사 건담 F91